# Latabár Endre (színművész, 1811–1873)
Latabár Endre (Anyakönyvezve: Latabár András; Kiskunhalas, 1811. november 16. – Miskolc, 1873. július 10.) színész, rendező, színigazgató, műfordító. A Latabár-színészdinasztia alapítója.

## Pályája
Apja ügyvédi pályára szánta, ezért a középiskolát és a jog két évét a debreceni református kollégiumban végezte; a harmadik jogi év közepén, 1831-ben összezördült apjával és a hallgatói státuszát feladva 1832-ben az éppen Debrecenben működő Kilényi Dávid társulatához állt be. Operát is játszó együttesekkel fellépett Kassán, Kolozsvárott, Pécsett és más helyszíneken is. Énekhangja a tenor volt, bár néha más szólamot is elénekelt.
Színművekben főleg szeleburdi gavallérokat és fiatalemberek humoros szerepeit alakította. Mivel az operaelőadások során hangját túlerőltette, ezért 1838 után már csak mint operarendező, karmester és korrepetitor munkálkodott.
1842-ben a Nemzeti Színházhoz beadott pályázata nem sikerült, így saját társulatot hozott létre, amit több, mint 30 évig irányított. 1849 után fontos szerepet játszott a vidéki színészet újjászervezésében és továbbélésében. Csak az ő társulata képviselte a nemzeti színészetet. 1854-ben felavatta társulatával a szabadkai, 1857-ben a miskolci színházat, ahol kisebb-nagyobb kihagyásokkal 1861-ig működött, ezután még Győrött és Szegeden is sikereket ért el.
1861–1863, majd 1865–1873 május 1. között Kassán volt igazgató. Együttese, amely prózát, operát és operettet is játszott, az egyik legerősebb társulattá vált. Igen művelt ember volt, vezetői képességei is kimagaslóak voltak. Társulatában mindig jó és híres színészek játszottak, mint pl.: Szentgyörgyi István, Paulay Ede, Újházi Ede, Bercsényi Béla, Halmi Ferenc, Mándoky Béla, Déryné Széppataki Róza, Mátray Laura. Latabár idősebb korában már csak kedélyes apaszerepekben jelent meg a színpadon.
Jól értett a zenéhez, több darabot is szerzett. 1837-től dolgozott fordítóként is, olasz, francia és német nyelvből mintegy 45 színpadi művet magyarított, elsősorban francia operetteket. A francia színirodalmat kiválóan szerette, Molière-nek nagy tisztelője volt. 1870-ben hosszabb utat is tett külföldön; meglátogatta Lipcsét, Drezdát, Berlint, Hamburgot, Brüsszelt, Londont és Párizst, hogy tanulmányozza az ottani színpadi viszonyokat.
1870-ben, az első országos színészkongresszuson az ott létrehozott „színészkebelzet” igazgatósági tagjává választották. 1873-ben szélütés érte; ezen bajából kigyógyulva, azon év július 10-én a Miskolcon uralkodó járvány áldozata lett.

## Családja

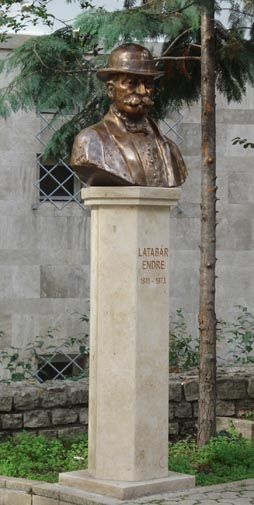
Latabár Endre szobra (Varga Éva alkotása) Miskolci Nemzeti Színház udvarán

Latabár Endre a legnevesebb magyar színészdinasztia első tagja. Kiskunhalasi református családba született, Latabár János és Túrótzi Krisztina négy gyermeke közül a legidősebbként. Szülei Andrásként anyakönyveztették, ő maga később az Endre alakváltozatot használta. 1841. január 11-én Kolozsvárott kötött házasságot Török Máriával. Apósa Török István (1789–1851) kolozsvári színész, sógornője Kováts Béniné Török Katica, a vidék és Kolozsvár kedvelt komikája, sógora ifj. Török István színész.
Jelenleg a család hatodik nemzedéke van a színpadon, olyan művészek tartoznak ide, mint Latabár Kálmán, ifj. Latabár Árpád, vagy Latabár Kálmán Árpád.

## Főbb szerepei
- Udvornik (Katona József: Bánk bán, az ősbemutatón)
- Almaviva (Gioachino Rossini: A sevillai borbély)
- Elek (Kisfaludy Károly: Csalódások)
- Törvényszéki elnök (Szigeti József: Viola)
- Jupiter (Offenbach: Orfeusz az alvilágban)

## Színműfordításai
A kassai előadatásuk szerinti időrendben:
- Treumann, A nőnövelde, operette 1 felv., zenéje Franz von Suppétól (először 1862. jan. 2.);
- Cremieux és Halevy, Fortunio dala, operette 1 felv., zenéje Offenbachtól (először febr. 2.);
- Berla A, Igy áll a világ, színmű 3 szak. (márc. 4.);
- Cremieux Hektor, Orpheus a pokolban, operette, zenéje Offenbachtól (először márc. 16.);
- Scribe és Mellesville, Az átváltozott macska, operette 1 felv., zenéje Offenbachtól (először nov. 2.);
- Angeli franczia eredeti után átdolgozva, Hét leány egyenruhában, énekes bohózat katonai gyakorlatokkal 2 felv. (nov. 15.);
- Savoyardok, víg operette 1 felv., zenéje Offenbachtól (először decz. 1.);
- Berta, Nevelés képezi az embert, jellemrajz dalokkal (1863. márc. 13.);
- Treumann, Tíz leány és egy férj sem, operette 1 felv., zenéje Suppétől (márc. 18.);
- Harisch J. L., Matrózok a födélzeten, víg operette 1 felv., zenéje Zaitztól (1865. okt. 15.);
- A pajkos diákok vagy Potifár asszony mellképe, víg operette 1 felv., zenéje Suppétól (először nov. 1.);
- Poly Henrion, Szép Galathea, víg operette 1 felv. (először dec. 19.);
- Cremieux és Halevy, A sóhajok hídja, víg operette 4 felv., zenéje Offenbachtól (először dec. 2.);
- Meilhac Henrik és Halevy Lajos, Szép Helena, víg dalmű 3 szak., zenéje Offenbachtól (először 1866. márc. 7.);
- Paime és Trefeu, Genoveva, víg dalmű 2 szak., zenéje (Offenbachtól (először ápr. 2.);
- Halevy és Meilhac, A gerolsteni herczegnő, víg dalmű 3 f., zenéje Offenbachtól (1868. okt. 18.);
- Kosta K., A boisy boszorkány, víg operette 3 felv., zenéje Zaitztól (okt. 25.);
- Meilhac Halevy, A párisi élet, víg operette 5 szak., zenéje Offenbachtól (nov. 1.);
- Meilhac és Halévy, Kékszakállú herczeg. Bohózatos víg operette 4 felv. Ford. Debreczen, 1869. (Kassán 1868. nov. 7., Budapesten 1877. jún. 22.)
- Wilke K., Utazás Chinába, látv. vígj. 3 f., zenéje Barbeieritől (először 1868. dec. 26.);
- Nessel E., Szép Helena a táborban, vagy kaland az előörsön, víg operette 1 felv., zenéje Giovanni Barbieritől (dec. 30.);
- Hahn R., Kedélyes hadapródok vagy katona és nőnövelde, zenéje Konradintól (1869. febr. 2.);
- Carré és Lukas, Coscoletto a nápolyi lazarroni, víg operette 2 felv.; zenéje Offenbachtól (febr. 14.);
- Costa Károly, Könnyű lovasság, víg dalmű tánccal 2 szak., zenéje Suppétől (márc. 21.);
- Daru Alfréd és Chivot Henrik, Theavirág, operette 3 felv., zenéje Lecog Károlytól (először ápr. 13.);
- Scribe és Mellesville, A havasi kunyhó, víg dalmű 1 felv. (először 1871. dec. 29.);
- Meilhac és Halevy, Perichole az utczai énekesné, operette 3 felv., zenéje Offenbachtól (1872. okt. 30.);
- Moineau J., A három csőrű kacsa, operette 3 felv. ford. Beődyvel (először dec. 26.);
- Chivot és Durut, A szép Dunois lovag, operette 2 felv., zenéje Lecocqtól (1873. okt. 2.);
- Nuiter és Trefeu, operette 3 felv., ford. Somosyval, zenéje Offenbachtól (először 1874. jan. 29.);
- Angeli franczia után átdolgozva, Hushagyó kedd és a szoknyás regiment, legujabb farsangi tréfa 3 szak., zenéje Müller A-tól (először február 17.);
- Halevy és Moineaux, A rablók, ford. és zenéje Latabártól (ápr. 14.);
- Vincenzo Bellini: Norma

Lefordította még Nestroy, A kalandor c. vígjátékát 4 felv., (előadták Pécsett 1837. ápr. 27.) Zenét szerzett a Benedek József, A szegedi kupecz c. magyarított 3 felv. népszinművéhez (Kassán 1862. jan. 2.)